# 江別市立江別太小学校
江別市立江別太小学校（えべつしりつえべつぶとしょうがっこう）とは、北海道江別市朝日町にある市立の小学校である。1948年（昭和23年）12月18日設立。

## 概要
江別太小学校は、江別市東部の石狩川に隣接した住宅街にある小学校である。校名にある「太」は、アイヌ語で「口」を意味する「プトゥ」の当て字である。プトゥの語は、地名では河口や川の合流点に使われる。現在の千歳川はかつて江別川と呼ばれており、「江別川が石狩川に合流する所」が「江別太」という地名の由来である。
校区は、先人の不屈の精神で開拓された江別太地区の農業地帯と、江別市の発展にともなって造成された東光町、あけぼの町、朝日町、萌えぎ野の住宅地に位置している。江別駅から東へ3km、道央自動車道の江別東インターがある利便地であると同時に、地名の通り、清流として知られる千歳川が北海道最大の河川石狩川に合流する地点に位置し、かつての三日月湖を利用した泉の沼公園などがある自然環境に恵まれた地域でもある。

## 校区
江別太小学校の校区は以下の通りである。
- 東光町
- 大川通
- 江別太
- 萌えぎ野西
- 萌えぎ野中央
- 萌えぎ野東
- 朝日町
- あけぼの町

## 教育目標等
2024年度（令和6年度）現在の教育目標等は以下の通りである。
- 心身ともに健康で、豊かな心をもち、自ら実践できる子ども
  - すじ道をたてて　考える子ども（知）
  - やさしく　思いやりのある子ども（情）
  - 健康で　明るい子ども（体）
  - ねばり強く　やりぬく子ども（意）

## 教育活動
特色のある教育活動として、以下のものが挙げられる。
小一貫教育の取組
- 各教科等における専門性の向上と小学校から中学校への学びの系統性を大切にする指導の推進

地域一体型・学校顔づくり事業
- 地域のご協力や協働による豊かな体験活動（出前授業、読み聞かせ会、おやじの会の活動、もちつき大会、「土曜広場」等）
- 子どもたち・PTA・地域が一体となって花を育てる活動（PTAによるプランター設置、子ども（1-3年、おおぞら）による「一人一花」活動）

- 基本的な生活習慣の定着を図り、規範意識や思いやり、向上心をはぐくむ道徳教育・生徒指導・保健指導の推進
- 個に応じたきめ細かな指導の工夫（算数科を中心としたTT指導・少人数指導や習熟度別学習の工夫）

- 「あいさついっぱい　思いやりいっぱい　やる気いっぱい」を合言葉にした教育活動・自治的活動の推進
- 子どもたちが心を合わせ、歌声が響き合う学校　江別太小学校合唱団がある学校
- 共生の心をはぐくむ異学年交流活動（たてわり班）の推進

## 児童数・学級数
| 学年   | 1年生 | 2年生 | 3年生 | 4年生 | 5年生 | 6年生 | 特別支援 | 計  |
| ------ | ----- | ----- | ----- | ----- | ----- | ----- | -------- | --- |
| 学級数 | 2     | 3     | 2     | 2     | 2     | 3     | 6        | 20  |
| 児童数 | 69    | 75    | 61    | 64    | 66    | 71    | 27       | 433 |

（2024年（令和6年）5月1日現在）

## 歴史

### 沿革
学校の沿革は以下の通りである。
- 1948年（昭和23年） - 「江別小学校江別太分校」として、現在地に開校。
- 1949年（昭和24年） - 江別小学校への通学児童を収容して、「江別太小学校」として独立。
- 1954年（昭和29年） - 市制施行により「江別市立江別太小学校」に変更。
- 1967年（昭和42年） - 校歌制定。
- 2012年（平成24年） - 特別支援学級新設。
- 2017年（平成29年） - 合唱団NHK学校音楽コンクール全国大会出場。

## 所在地
江別太小学校の所在地は以下の通りである。
所在地
- 郵便番号：067-0024
- 所在地：北海道江別市朝日町25